# Hesydrus
Hesydrus là một chi nhện trong họ Trechaleidae.